# En rövarhistoria
En rövarhistoria är en fransk film från 1964 i regi av Jean-Luc Godard.

## Handling
Den naiva unga flickan Odile (Anna Karina) träffar Frantz (Samy Frey) på en engelskakurs. Hon arbetar som Au pair hos en förmögen ensam dam som bor strax utanför Paris. En dag hittar Odile en stor summa pengar gömda i huset. Hon berättar detta för Frantz som i sin tur berättar det för sin vän Arthur (Claude Brasseur). Frantz och Arthur bestämmer sig för att råna den gamla damen, och tvingar Odile att vara med.

## Om filmen
En rövarhistoria är regisserad av Jean-Luc Godard och med bl.a. Anna Karina, Samy Frey och Claude Brasseur i huvudrollerna. Filmen baseras på en roman, Fools Gold av Dolores Hitchens.
Filmen hade svensk premiär 29 april 1965. Den anses vara en av de främsta filmerna inom den franska nya vågen.

### Kuriosa
En dansscen i filmen inspirerade Quentin Tarantino till en liknande scen i sin Pulp Fiction. En annan minnesvärd scen är den när trion på nio minuter springer igenom Louvren.